# Karigasniemi

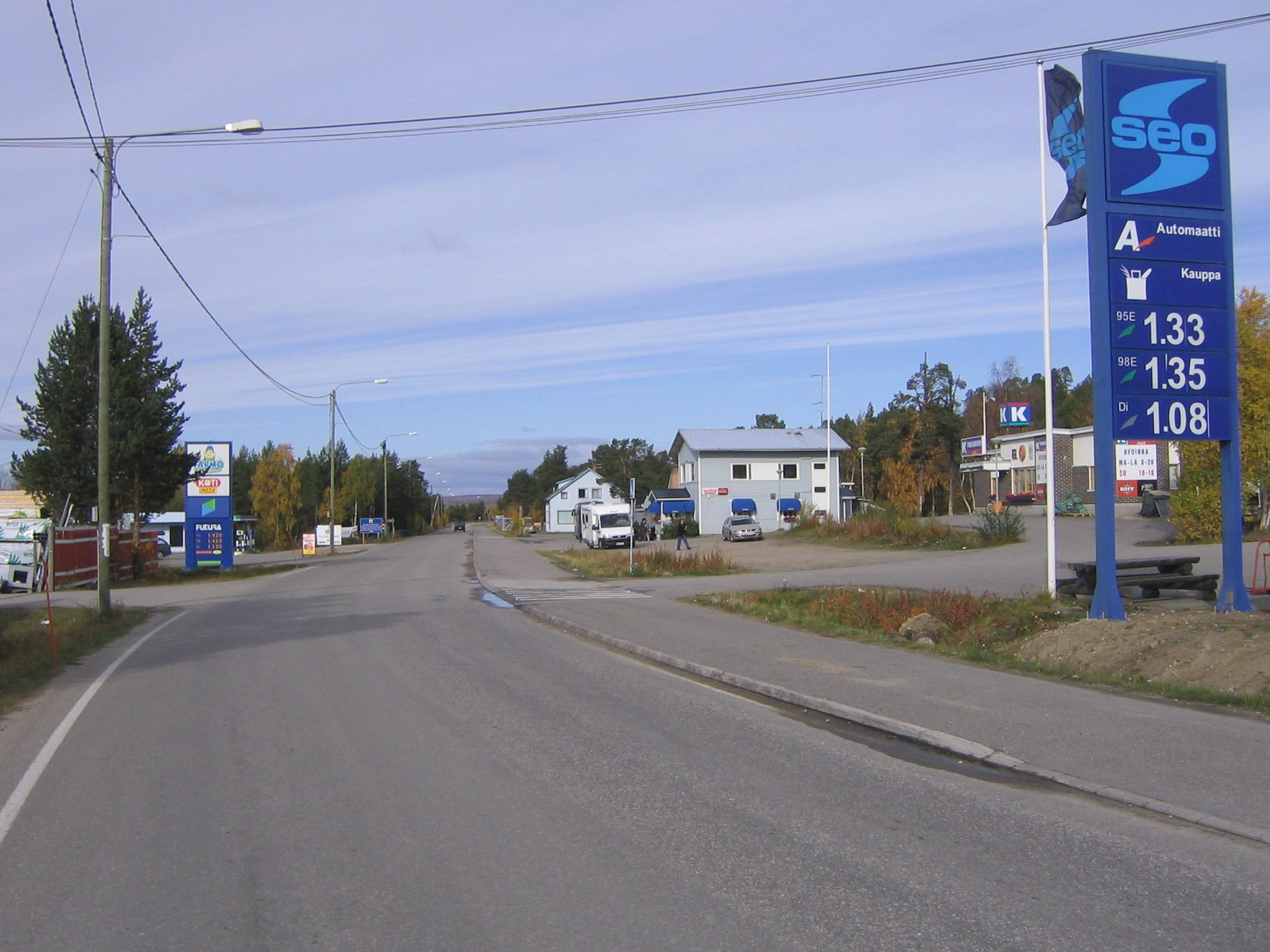
Karigasniemi, 2006

Karigasniemi [ˈkɑrigɑsniɛmi] (nordsamisch Gáregasnjárga) ist ein Dorf in der Gemeinde Utsjoki in Finnisch-Lappland. Es liegt 102 Kilometer südwestlich des Gemeindezentrums von Utsjoki am finnisch-norwegischen Grenzfluss Inarijoki, der sich wenige Kilometer weiter nördlich mit dem Kárášjohka vereinigt und zum Tenojoki wird. In Karigasniemi und Umgebung leben rund 500 Menschen. Die Mehrheit der Einwohner sind Samen.
In Karigasniemi führt eine Brücke über den Inarijoki nach Norwegen. Der nächste größere Ort ist Karasjok auf norwegischer Seite in etwa 20 Kilometern Entfernung. Wegen des niedrigeren Preisniveaus zieht Karigasniemi zahlreiche norwegische Einkaufstouristen an. Auf finnischer Seite führt die Hauptstraße 92 nach Kaamanen in der Gemeinde Inari. Diese Straßenverbindung wurde während des Zweiten Weltkrieges von deutschen Soldaten erbaut. Ursprünglich bildete sie das Schlussstück der Staatsstraße 4, die aber seit 1993 nach Utsjoki führt. Dem Flussufer folgen die Regionalstraße 970 flussabwärts nach Utsjoki und die unbefestigte Landstraße 9704 ins Dorf Angeli in der Gemeinde Inari.